# Коровин, Сергей Артёмович
Сергей Артёмович Коровин (1921 год, пос. Висим, Нижне-Тагильский уезд, Екатеринбургская губерния, РСФСР — 1 марта 1945, Восточная Пруссия, Германия (ныне Калининградская область, Россия)) — участник Великой Отечественной войны, разведчик 90-й отдельной гвардейской разведроты (87-я гвардейская стрелковая дивизия, 13-й гвардейский стрелковый корпус, 43-я армия, Земландская группа войск, 3-й Белорусский фронт), гвардии красноармеец. Закрыл своим телом амбразуру пулемёта.

## Биография
Родился в 1921 году в посёлке Висим юго-восточнее Нижнего Тагила (ныне — Горноуральский городской округ, Свердловская область).
Окончил ремесленное училище, затем работал слесарем на Уралвагонзаводе.
В 1941 году был призван в армию из Свердловской области, в первых боях был ранен и в начале июля попал в госпиталь. По другим данным, призван в ноябре 1943 года в Каховском районе, Херсонской области.
Будучи номером расчёта противотанкового ружья 261-го гвардейского стрелкового полка, гвардии красноармеец Коровин отличился в боях при прорыве оборонительных позиций на подступах к Севастополю в мае 1944 года, уничтожил из винтовки трёх солдат противника и 4 июня 1944 года был награждён медалью «За боевые заслуги». 12 июня 1944 года был легко ранен.
Будучи стрелком роты автоматчиков 261-го гвардейского стрелкового полка отличился 10 сентября 1944 года в ходе боёв в Румынии: поднялся первым в атаку, увлекая за собой, в результате чего противник оставил три опорных пункта. Лично уничтожил двух солдат противника. В этот же день был награждён орденом Красной Звезды.

### Подвиг
В конце 1944 года дивизия была переброшена в Прибалтику. 43-я армия, в состав которой входила дивизия, с января 1945 года наступала по берегу Куршского залива и в феврале-марте 1945 года вела тяжёлые бои на Земландском полуострове северо-западнее Кёнигсберга.
В ходе одного из боёв за местечко Хоберт в районе Кенингсберга (за высоту 111,4,) гвардии красноармеец Коровин, будучи уже разведчиком 90-й отдельной гвардейской разведроты, уничтожил 10 солдат противника. Но продвижению пехоты мешал неподавленный пулемёт, тогда боец бросился на него, закрыл своей грудью, после чего высота была взята.
Посмертно был награждён орденом Отечественной войны 1-й степени.
Был похоронен близ поля боя, впоследствии перезахоронен в Переславском.

## Память
Именем героя названа улица в Нижнем Тагиле, на здании педагогического колледжа укреплена мемориальная табличка. Имя бойца имеется в аллее Героев Тагила.